# Xabea elderra
Xabea elderra är en insektsart som beskrevs av Otte, D. och R.D. Alexander 1983. Xabea elderra ingår i släktet Xabea och familjen syrsor. Inga underarter finns listade i Catalogue of Life.